# Isoraphiniidae
Isoraphiniidae é uma família de esponjas marinhas da ordem Lithistida.

## Gêneros
- Costifer Wilson, 1925